# Кафана Два јелена
Два јелена је једна од најпознатијх београдских кафана која се налази у боемској четврти Скадарлија. Кафана Два јелена се налази  у београдској општини Стари град у Скадарској улици број 30.

## Историјат
Према легенди ту је некада била Аврамова пекара. Газда Јоаким је купио пекару 1867. године и преуредио је у кафану Два јелена. Ова кафана је постала омиљена у Скадарлији, нарочито, првих деценија 20. века  пошто је имала велики простор, дворишну башту, добру кухињу и за то време приступачне цене. Гости су имали и велики избор јела српске кухиње. Кафану су сачињавале три одвојене просторије, на почетку 20. века, у једној су седели пензионери, трговци и занатлије, у другој претплатници на ручак и вечеру, а у трећој боеми. У кафани је певала Софка Николић. У првој половини 20. века кафеџије су били: Алекса Михаиловић, Катарина Михаиловић, Г.Рајовић и Жарко Дачић. Власници су били Коста Панђела, Алекса Михаиловић и Катарина Михаиловић.
Највећи супарник Два јелена била је кафана Три шешира.

### Познате личности гости кафане
Гости кафане били су и познати писци тог времена: Јанко Веселиновић, Бора Станковић, Раде Драинац, Тин Ујевић, Ђура Јакшић, Антун Густав Матош, Густав Крклец, Милорад Гавриловић, Добрица Милутиновић, Чича Илија Станојевић и многи други. Стални посетилац ове кафане био је песник и сликар Ђура Јакшић који је становао у суседној згради.